# Leptonemella cincta
Leptonemella cincta är en rundmaskart som beskrevs av Nathan Augustus Cobb 1020. Leptonemella cincta ingår i släktet Leptonemella och familjen Desmodoridae. Inga underarter finns listade i Catalogue of Life.